# El rey de los taxistas
El rey de los taxistas es una película de comedia mexicana de 1989 dirigida por Benito Alazraki y protagonizada por Luis de Alba y Maribel Guardia.

## Argumento
El taxista Juan Camaney (de Alba) está casado con la bella Lorena (Guardia), pero se involucra en varias aventuras amorosas. Lorena, molesta, acepta trabajar como modelo para un fotógrafo. Juan es acusado de delitos que en realidad son cometidos por dos hombres que toman su taxi cuando no está trabajando. Su esposa y dos amigos ayudan a Juan a limpiar su nombre, pero cuando ve que todavía es un mujeriego, Lorena se casa con el fotógrafo y viaja a Estados Unidos. Juan solo le pide que le envíe dos videograbadoras y un televisor.

## Reparto
- Luis de Alba como Juan Camaney.
- Maribel Guardia como Lorena.
- Pedro Weber como diputado Pérez García (acreditado como Pedro Weber "Chatanuga").
- Ana Berumen como Dionisia.
- Roberto Miranda (acreditado como Puck Miranda).
- Carlos Yustis
- Armando Ramírez
- Gonzalo Sánchez
- Charly Valentino como Jaime.
- César Bono como sr. vestido de Diablo.
- Jorge Zamora como Zamorita (acreditado como Zamorita).
- Gloria Alicia Inclán
- Olimpia Alazraki
- Beatriz Arroyo
- Laura Tovar
- Ana Luz Aldana
- Eduardo Lugo
- Adrian Gómez
- Moris Grey
- Roberto Ruy
- Adriana Rojas
- Miguel Manzano
- Aida Pierce
- Silvia Suárez

## Producción y lanzamiento
La película fue rodada en 1987. Se estrenó el 2 de febrero de 1989 en los cines Insurgentes 70, Tlatelolco, Las Alamedas 1, Premier, Emiliano Zapata, Lago 2, Marina, Tlalnepantla, Nacional, Vicente Guerrero, Tlalpan, Santos Degollado y Brasil, durante cuatro semanas.